# 儿童文学
儿童文学是指以儿童为阅读对象的文学作品。儿童文学在世上已有很长久的历史，最早的儿童文学并非指休闲读物，其多數由成人作品改編且具有說教意涵；若不適合孩子或未針對兒童而改編就不能算作兒童文學，像是原來是為了寫給成人閱讀且帶有情色的格林童話，經過多次的修改後才逐漸演變為兒童可以閱讀的兒童文學。

## 兒童文學的範疇
兒童文學大部份由成人所創作或由成人文學改編而來，早期的動機是教育兒童或重造童年。
西方在近代有《羅賓漢》、《圓桌武士》等向兒童灌輸正確價值觀的故事讀物，但這兩本故事書，都是從成年人的文學作品裡面濃縮出來。第一本真正針對兒童創作的兒童文學作品，是約翰·紐伯瑞（John Newbery）于1744年出版的《精美小書》（A Little Pretty Pocket-Book）。
中國古時有為兒童寫的童蒙作品，到了民國時期的《稻草人》才出現中國第一本針對兒童編寫的兒童文學作品。
現時出版界普遍根據年齡劃分兒童文學的類別，這個分類與皮亞傑有關兒童成長發展的理論相吻合。這幾個類別分別如下：
- 0-5歲的學前兒童
- 5-8歲的初年級小學讀者
- 8-11歲的高年級小學讀者
- 11-13歲的青春期初期讀者
- 13-15歲的青春期讀者

對於學前兒童，無字的繪本對他們非常適合，使兒童只看圖也可以理解整本內容。無字的繪本吸引住兒童閱讀的興趣後，有插畫與文字的兒童故事書就是協助兒童邁入有字導讀課的好幫手。
此外，兒歌、兒童戲曲、少年小說都可廣義的列入兒童文學的範圍，但單純的兒歌旋律（如：嬰兒催眠曲）或表演舞蹈不在文學範疇。
16至19歲的讀者一般被稱呼作「年青的成人」(Young Adult)，他們的年歲已超越了兒童文學的範疇。然而，這個年紀的青成人的特有問題，在今時今日的社會已慢慢開始在青春期讀者群的生活裡出現：戀愛、欺凌、濫用藥物、自殺、身份認同等問題現在也成為了以青春期讀者為對象的兒童文學題材。
- 香港作家君比的《叛逆歲月》系列戶品就是這類型作品當中很受學生歡迎的一種。[來源請求]

而日本以似漫畫包裝的輕小說，又是一類試圖把習慣了圖像思考的青少年讀者，拉回成年人抽象思考的作品。

## 歷史演進

### 古代
遠古時期的兒童文學是不識字的說書人對兒童所述說的故事，通常都沒有任何書面紀錄可供後世參考。最早有以文字型式流傳是在公元前1,300年的古埃及，自此之後兒童文學開始在寫作型式的文學作品中出現，諸如公元100至200年間阿普列烏斯（Apuleius）所著《金驢記》出現的愛神與美女（Cupid and Psyche）或是公元200至300年間印度的邦查唐塔拉（五卷书），許多證據顯示許多之後童話故事集裡的故事都是根據民間故事重新編寫而成的。
這些故事合集通常根據更古老的民間故事而來，像是《一千零一夜》、《吸血鬼的故事》（Vikram and the Vampire）及《彼勒與大龍》（Bel and the Dragon）。除了這些合集之外，中國的道家哲學家，像是列子與莊子，也都將一些童話故事與寓言以他們的表現方式出現在他們的哲學思想中。而日本童話故事桃太郎日本古代的農村，祖父母在晚上向兒孫比手畫腳說故事，口耳相傳，一代傳過一代，而成為現在通行的童話故事。
而在較廣泛的定義中，《伊索寓言》（公元前六世紀）是西方世界第一本著名的童話集。
而首先嘗試不僅僅是保存童話故事中的角色個性也同時保留故事風格的，是德國的格林兄弟。但諷刺的是，雖然格林童話第一版（1812年及1815年）是民俗研究學者的寶庫，但為了保證銷售量及受歡迎的程度，格林兄弟在後來出版的版本中也開始改寫書中的故事。格林童話集的轉變不只將內容偏離原有的民間故事，也影響了原有的民間故事的面貌。除此之外，格林兄弟也沒有收錄一些德國口耳相傳的民間故事，其理由是他們認為這些也曾在查爾斯·佩羅的故事集出現過的故事是法國故事而非德國故事。
獨立創作童話故事並使之獨立成為成熟的兒童文學的是丹麥作家安徒生。安徒生的童話是兒童文學的奠基之作。

### 近代
1880年卡洛·科洛迪在義大利出版的作品《木偶奇遇记》，被認爲是早期兒童文學經典之一，曾拍成電影逾二十次。出版於1876年馬克·吐溫所著作的《湯姆·索亚歷險記》成為為美國著名兒童文學作品。
1900年至1920年出版的美國的一系列童話故事《綠野仙蹤》影響日後世界兒童文學至深。1908年出版的《骑鹅历险记》是瑞典著名作家塞尔玛·拉格洛夫写的一部著名的长篇童话小说，它也成了一部世界名著。1937年出版的小說《哈比人歷險記》，是J.R.R托爾金原本為兒子所寫的一部童话，但托爾金此書在兒童文學界未有名氣。之後1943年出版安托萬·德·聖-埃克絮佩里所著之法國童話作品《小王子》，被譯成百多種語言，也被拍成電影、改編成話劇演出。在1950年代由著名的英國作家克利夫·史戴普·路易斯所著《納尼亞傳奇》，成為英美兒童文學經典之一。

## 儿童文学的类别
- 儿童小说
- 童话
- 繪本－整本書的圖畫連貫成一個故事的繪本。
- 插圖－以文字為主，配上幾張插圖的故事書。
- 儿歌
- 儿童戲剧

## 儿童文学理论

### 儿童文学的概念定位
司徒秀薇在《怎樣指導初小學生的閱讀》一書裡指出：兒童的行為均以“追尋快樂，減少痛苦”為原則。如果在他的經驗中，覺得看書或聽故事是一件享受的事，他會將它們與積極的感受連成一片。因此，兒童文學的最基本原則，在於可以导引兒童享受閱讀的過程，否則，一本書的內容不管怎樣好，如果不能引起兒童的閱讀興趣，也是失敗之作。
簡單而言，好的兒童文學該符合以下概念：
1. 有大量高潮吸引兒童閱讀，避免過長的描述
2. 人物角色鮮明，並有突出的故事骨幹
3. 有啟迪意義

### 儿童文学的可读性特征
可讀性，狹義的界定，是指容易被瞭解的程度。
根據辛普森（E.Simpson）在World Book Encyclopedia「可讀性公式」一節中，歸納了六個影響可讀性的重要因素：
1. 句子的平均字數。
2. 常用字的多寡。
3. 字彙的平均音節數。
4. 長而複雜的句子數。
5. 抽象觀念的多寡。
6. 人稱代名詞的使用。

以針對兒童的興趣與教育並重為特徵，由於某些兒童文學具啟發性與教育性，成人也適合閱讀。
許多成人作品引用了童話故事而改編（如《一千零一夜》原著、《令人戰慄的格林童話》系列），在購書時要先弄清楚，欲購買的的書籍是從什麼語言、依據什麼版本翻譯，並仔細審閱其序、內容。

### 儿童文学与成人文学的关系
最初童話故事的聽眾除兒童之外也包括成人，因為許多兒童尚未識字，須由成人口述講授，許多證據顯示許多之後童話故事集裡的故事都是根據成人的民間故事重新編寫而成的。這些故事合集通常根據更古老的民間故事而來，像是《一千零一夜》、《吸血鬼的故事》（Vikram and the Vampire）及《彼勒與大龍》（Bel and the Dragon）。
許多兒童文學中的童話典故被成人文學大量引用，在傑弗瑞·喬叟的《坎特伯里故事集》、史賓賽的《仙后》以及莎士比亞的舞台劇之中。《李爾王》的故事中被認為引用了大量的童話典故。在十六及十七世紀期間，義大利的Giovanni Francesco Straparola在《愉快的夜晚》（The Facetious Nights of Straparola）一書中重新詮釋了西方文學中的故事，書中的故事包含了大量的童話故事，而巴吉雷（Giambattista Basile）的《那不勒斯人故事》（Naples）則全部都是童話。卡洛·戈齊在他的義大利歌劇場景中用了許多童話故事的典故，例如他的歌劇其中有一幕取自於義大利童話的《橘之戀（The Love For Three Oranges）》。與此同時，中國的蒲松齡在1766年他所出版的《聊齋誌異》中也收集了許多童話故事。而童話故事本身在十七世紀末葉的法國上等階層中開始逐漸風行，寓言詩人拉封丹和另一位知名作家夏爾·佩羅（睡美人及灰姑娘的作者）兩人所編纂的童話故事是其中受歡迎的代表。雖然特拉帕羅拉（著有《穿靴子的貓（Puss in Boots）》）、夏爾·佩羅和巴吉雷的童話集中包含了許多童話故事最早的型式，但這些編者也重新詮釋這些故事以符合文學的效果。

### 儿童文学与教育的关系
兒童文學的教育價值有語言教育、人格教育、合群合作、同理心、見賢思齊...等。大體上，兒童讀物出版與類別的多寡，以及讀物品質的高低，可粗略反應出該國家的經濟發展情形，以及文化、技術的進步程度；同時，也是該國文化素質與國民教育的參考指標。

## 世上著名的儿童文学作品
- 1864年年由路易斯·卡羅寫的的《爱丽丝梦游仙境》，一部讲述一个小姑娘追赶一只白兔而由兔洞进入一个充满疯狂和怪诞的世界的小说。这部小说的续集是《愛麗絲鏡中奇遇》。
- 《查理與巧克力工廠》（Charlie and the Chocolate Factory，1964年，羅爾德·達爾著）曾多次改編成電影。讲述小男孩查理偶然得到机会，去参观隔壁威卡先生的魔幻巧克力工厂。这本书成功后，作者又为其创作了续集《查理和大玻璃升降机》。达尔的其他著名童话还包括《詹姆斯与大仙桃》《了不起的狐狸爸爸》《女巫》《玛蒂尔达》。
- 1886年由亞米契斯寫的《愛的教育》。
- 1914年由埃德加·赖斯·巴勒斯寫的《人猿泰山》。
- 1906年由塞尔玛·拉格洛芙寫的《骑鹅历险记》。
- 1908年由肯尼思·格拉姆寫的《柳林风声》。
- 1908年由蒙哥马利寫的《清秀佳人(紅髮安妮/绿山墙的安妮）》。
- 1937年由J·R·R·托尔金寫的。
- 1943年由-[[{zh-hans:安东尼·德·圣-埃克苏佩里;zh-hk:安東尼·德·聖-艾修伯里;zh-tw:安托萬·德·聖-埃克絮佩里;}]]-寫的《小王子》（星星王子）。
- 1880年由瑞士作家约翰娜·施皮里寫的《海蒂》（阿爾卑斯少女/小天使）。
- 1881年由卡洛·科洛迪寫的《木偶奇遇记》。
- 1888年由奥斯卡·王尔德寫的《快乐王子》。
- 1835年由安徒生寫的《國王的新衣》。
- 1812年由格林兄弟寫的《白雪公主》。
- 1922年由叶圣陶寫的《稻草人》。
- 1979年由麥克·安迪寫的《說不完的故事》。

## 世上著名的儿童文学系列故事
- 马克·吐温——汤姆历险记、頑童流浪記
- 安徒生——安徒生童话
- 乔安·凯瑟琳·罗琳——哈利·波特：1997年开始创作，在2007年完結，一共七集。
- 魯益師，又譯做C·S·刘易斯——纳尼亚传奇（又譯做哪𥚃呀故事集）
- 馬丁·埃柏茲
- 李曼·法蘭克·鮑姆——绿野仙踪
- 露意莎·梅·奧爾柯特——小婦人
- 伊索——伊索寓言
- 格林兄弟——格林童话
- 郑渊洁——舒克与贝塔历险记
- 孫幼軍——小布頭奇遇記
- 巴里——彼得潘
- 桑貝/葛西尼——小淘氣尼古拉
- 亞諾士——小老虎和小熊

## 兒童文學作家
- 中国大陆儿童文学作家列表
- 香港兒童文學作家列表（附：香港儿童文学的发展）
- 台灣兒童文學作家列表

## 儿童文学理论研究者
- 中国儿童文学理论研究者列表
- 西方儿童文学理论研究者列表

## 儿童文学组织

### 儿童文学专业组织
- 中国作家协会儿童文学委员会
- 香港兒童文學研究學會

### 儿童文学研究机构

#### 中華人民共和國
- 上海师范大学儿童文学研究所
- 浙江师范大学儿童文学研究所

#### 中華民國
- 國立臺東大學兒童文學研究所

## 儿童文学奖
- 中國大陸
  - 宋庆龄儿童文学奖大奖
  - 全國優秀兒童文學獎
  - 陈伯吹儿童文学奖
  - “思想猫”儿童文学研究优秀成果奖：“思想猫”儿童文学研究优秀成果奖由著名儿童文学作家、联合报系民生报童书出版部总编辑桂文亚女士提供资助，用于奖励浙江师范大学在册的、在儿童文学学术研究方面取得优秀成果的本、专科学生、研究生，每年评选一次。

- 台灣
  - 「洪建全兒童文學獎」：於1974年4月1日創設，為台灣最早舉辦的兒童文學創作獎，由財團法人洪健全教育文化基金會舉辦，鼓勵兒童文學作家創作[16]。
  - 「金筆獎」：由華聲文教機構主辦單位，兒童文學雜誌社協辦，其主旨為激發國中小學生寫作潛能，獎勵創作有成的小作家，以培養文壇新秀。
  - 九歌現代少兒文學獎：由九歌文教基金會於固定每年舉辦九歌現代少兒文學獎，主旨在鼓勵台灣本土兒童文學的創作，並期待能有更多屬於中華民國兒童的讀物，藉以提升兒童的鑑賞能力，啟發創意。
  - 兒童文學獎（羅慧夫顱顏基金會）：由羅慧夫基金會舉辦，鼓勵顱顏兒童患者創作[17]。
  - 信誼兒童文學獎
  - 好繪芽獎：高雄市立圖書館主辦，為針對台灣兒童繪本創作之繪本創作人才扶植計畫，每2年頒發一次。
  - 中華兒童文學獎
  - 臺東大學兒童文學獎
  - 國語日報兒童文學牧笛獎

- 香港
  - 香港兒童文學雙年獎
  - 豐子愷兒童圖畫書獎

- 世界
  - 國際安徒生文學獎
  - 美国凯迪克大奖
  - 美国紐伯瑞兒童文學獎
  - 日本绘本奖
  - 日本山猫奖

## 儿童文学刊物
香港
- 《紅蘋果》
- 《晶晶樂園》
- 《樂鋒報》
- 《白羚羊》
- 《福幼兒童雜誌》
- 《兒童週刊》
- 《木棉樹兒童文學月刊》
- 《兒童的科學》

台灣
- 《未來兒童》
- 《未來少年》
- 《兒童文學雜誌》
- 《巧連智月刊》
- 《少年牛頓雜誌》
- 《兒童圖書與教育》
- 《兒童文學學會會刊》
- 《海洋兒童文學》
- 《兒童文學學刊》
- 《兒童日報》
- 《繪本棒棒堂》
- 《小太陽月刊》

中國大陸
- 《儿童文学》中国少年儿童出版社出版，作品
- 《少年文艺》少年儿童出版社出版，作品
- 《中国儿童文化》集刊，浙江师范大学儿童文化研究院主办，理论研究

新加坡及馬來西亞
- 《星期五週報》

## 儿童文学理论著述
- 方卫平著：《中国儿童文学理论批评史》，江苏少年儿童出版社1993年8月版。
- 方卫平著：《逃逸与守望：论九十年代儿童文学及其他》，作家出版社1999年版。

## 外部連結
- 中華民國兒童文學學會
- 雅虎兒童文學分類網站列表
- 周凡恺，《中国儿童文学五人谈》研讨会举行，中華讀書網（原載於《天津日報》）
- 兒童文學簡介
- 台東大學-兒童文學研究所
- 文建會兒童文化館
- 浙江师范大学儿童文学研究所